# La Folletière

La Folletière este o comună în departamentul Seine-Maritime, Franța. În 1 ianuarie 2018 avea o populație de 85 de locuitori.